# Justicia schimperiana
Justicia schimperiana är en akantusväxtart. Justicia schimperiana ingår i släktet Justicia och familjen akantusväxter.

## Underarter
Arten delas in i följande underarter:
- J. s. campestris
- J. s. schimperiana